# Battaglia del Grande Zab
La battaglia del Grande Zab (in arabo معركة الزاب الكبرى‎?, Maʿrakat al-Zāb al-kubrā) fu lo scontro finale che portò alla disfatta del califfo omayyade Marwan II, per mano delle schiere khorasaniche di obbedienza abbaside, comandate dallo zio di Abū l-ʿAbbās al-Ṣaffāḥ e di Abu Jaʿfar al-Manṣūr, ʿAbd Allāh b. ʿAlī b. ʿAbd Allāh.
Essa ebbe luogo sulle sponde del fiume Grande Zab in quello che ora è l'Iraq il 25 gennaio 750 e segnò la fine del califfato omayyade e l'ascesa degli Abbasidi, una dinastia che sarebbe durata (sotto varie influenze e con diversa potenza) fino al XIII secolo.